# Florence Blanchfield
Florence Blanchfield, née le 1er avril 1884 à Shepherdstown, Virginie-Occidentale et morte le 12 mai 1971 à Washington, DC, est une surintendante du corps infirmier de l'armée américaine (United States Army Nurse Corps (en)), de 1943 à 1947, exerçant en tant que colonel. Outre son rôle d'infirmière en chef au sein de l'US Army où elle a commandé jusqu'à 50 000 personnes, elle a œuvré pour l'égalité des salaires et des statuts à travail égal au sein de cette armée. Elle a reçu la médaille de l'armée pour services distingués en 1945, et la médaille Florence Nightingale par la Croix-Rouge Internationale en 1951.

## Enfance et éducation
Florence Aby Blanchfield est née à Shepherdstown, en Virginie-Occidentale. Elle est la quatrième des huit enfants de Marie Louvenia Anderson, infirmière, et Joseph Plunkett Blanchfield, maçon et tailleur de pierre. Elle a grandi à Oranda, en Virginie, a fréquenté l'école publique jusqu'en 1898, date de son entrée dans l'iInstitut privé Oranda. Plusieurs membres de sa famille ont exercé dans le milieu médical : outre sa mère, deux de ses sœurs sont devenues infirmières, et son grand-père ainsi qu'un de ses oncles étaient médecins.
Elle sort diplômée de l'école de formation du Southside Hôpital, en 1906. Elle a ensuite étudié avec Howard Atwood Kelly, à l'hôpital Johns-Hopkins.

## Carrière
Florence Blanchfield a été surveillante de bloc opératoire au Southside Hospital et à l'Hôpital Montefiore, à Pittsburgh, en Pennsylvanie. En 1909, elle dirige l'école de formation du Suburban General Hospital, à Bellevue, en Pennsylvanie. En 1913, elle travaille comme infirmière de bloc puis anesthésiste à l'Ancon Hospital dans la zone du canal de Panama.
Au cours de la Première Guerre mondiale, elle s'engage dans le Corps infirmier de l'US Army (ANC), et exerce en France les fonctions d'infirmière en chef, à Angers et Coëtquidan, d'août 1917 à janvier 1919. Elle est ensuite affectée à de nombreux hôpitaux militaires successifs. Elle retourne à la vie civile pour quelques années après la fin de la guerre, mais est ensuite rappelée en service actif.
En 1935, elle est affectée à Washington DC au bureau du surintendant, où elle s'occupe de la gestion du personnel infirmier. Elle devient l'assistante de la surintendante Julia Flikke en 1939, fait fonction de surintendante en 1942 avec le grade de lieutenant-colonel octroyé à titre temporaire par Roosevelt, et est titulaire du poste du 1er juillet 1943 jusqu'en septembre 1947. La nomination de femmes dans l'armée étant contestée par le contrôleur général, elle et Julia Flikke (alors au grade de colonel) reçoivent un traitement minoré correspondant respectivement à ceux de major et de lieutenant-colonel. Elle se bat pour faire changer les choses, et obtient qu'une série de lois modifient cet état de fait. Le 22 décembre 1942, le Congrès autorise explicitement le statut de « rang relatif » pour le personnel officier de l'ANC, et prévoit un traitement à peu près équivalent à celui des officiers commissionnés. La loi du 22 juin 1944 du corps infirmier de l'armée et de la marine américaine précise alors que les infirmières de l'ANC peuvent être commissionnées à titre temporaire à plein rang, et qu'elles ont droit à une solde entière pendant toute la durée de la guerre plus 6 mois, du grade de second lieutenant à celui de colonel. La loi du 16 avril 1947 prévoit que les membres de l'ANC peuvent être commissionnées à titre permanent pour les mêmes grades,,.
Pendant la Seconde Guerre mondiale, elle a également vu la croissance rapide de l'ANC, le corps du personnel infirmier, qui passe de plusieurs centaines de membres de plus de 50 000. En 1947, elle devient la première femme à recevoir une « commission » à titre permanent, au grade lieutenant-colonel au sein de l'armée régulière.
Elle prend sa retraite en septembre 1947. La décision de 1942 la privant d'une partie de sa solde n'est invalidée qu'en 1952, après son départ en retraite, et elle reçoit alors 10 ans d'arriérés.
Elle est enterrée au cimetière national d'Arlington, section 21, site 641,.

## Distinctions
Pour ses réalisations au sein de l'ANC, elle a reçu la médaille de l"armée pour services distingués en 1945. Elle a également reçu la médaille Florence Nightingale décernée par la Croix-Rouge internationale en 1951 et la médaille pour services distingués en Virginie Occidentale en 1963.
L'hôpital communautaire de l'armée Colonel Florence A. Blanchfield à Fort Campbell, dans le Kentucky a été nommé en son honneur en 1982,.